# آمالیا شارویان
آمالیا شارویان (ارمنی: Ամալյա Շառոյան؛ زادهٔ ۱۹ ژوئن ۱۹۸۸) ورزشکار دو و میدانی زن اهل ارمنستان است که در دو ۴۰۰ متر و دو ۴۰۰ متر بامانع به رقابت پرداخت. وی یه نمایندگی از کشور ارمنستان در سه دوره مسابقات جهانی دو ومیدانی بیرون سالن و دو دوره مسابقات جهانی دو و میدانی داخل سالن رقابت نمود.

## رکورد مسابقات
| سال                  | مسابقه                        | محل برگزاری                         | مقام                 | رویداد               | توضیحات              |
| به نمایندگی ارمنستان | به نمایندگی ارمنستان          | به نمایندگی ارمنستان                | به نمایندگی ارمنستان | به نمایندگی ارمنستان | به نمایندگی ارمنستان |
| -------------------- | ----------------------------- | ----------------------------------- | -------------------- | -------------------- | -------------------- |
| ۲۰۱۰                 | European Championships        | بارسلون، اسپانیا                    | ۳۲ام (h)             | دو ۴۰۰ متر بامانع    | ۶۳٫۳۷                |
| ۲۰۱۱                 | European Indoor Championships | پاریس، فرانسه                       | ۱۵ام (h)             | ۴۰۰ متر              | ۵۶٫۰۸                |
| ۲۰۱۱                 | مسابقات جهانی دو و میدانی     | دئگو، کره جنوبی                     | ۳۲ام (h)             | دو ۴۰۰ متر بامانع    | ۵۸٫۵۴                |
| ۲۰۱۲                 | World Indoor Championships    | استانبول، ترکیه                     | 21ام (h)             | ۴۰۰ متر              | ۵۶٫۴۱                |
| ۲۰۱۲                 | European Championships        | هلسینکی، فنلاند                     | ۲۴ام (h)             | دو ۴۰۰ متر بامانع    | ۵۸٫۲۷                |
| ۲۰۱۳                 | European Indoor Championships | یوتبری، سوئد                        | ۲۰ام (h)             | ۴۰۰ متر              | ۵۶٫۳۵                |
| ۲۰۱۳                 | مسابقات جهانی دو و میدانی     | مسکو، روسیه                         | ۲۶ام (h)             | دو ۴۰۰ متر بامانع    | ۵۷٫۹۷                |
| ۲۰۱۳                 | Jeux de la Francophonie       | نیس، فرانسه                         | ۹ام (h)              | دو ۴۰۰ متر بامانع    | 59.90                |
| ۲۰۱۴                 | European Championships        | زوریخ، سوئیس                        | ۲۸ام (h)             | ۴۰۰ متر              | ۵۶٫۴۹                |
| ۲۰۱۵                 | European Indoor Championships | پراگ، جمهوری چک                     | 23ام (h)             | ۴۰۰ متر              | ۵۴٫۲۴                |
| ۲۰۱۵                 | مسابقات جهانی دو و میدانی     | پکن، چین                            | ۴۰ام (h)             | ۴۰۰ متر              | ۵۴٫۱۶                |
| ۲۰۱۶                 | World Indoor Championships    | پورتلند، اورگن، ایالات متحده آمریکا | ۱۴ام (h)             | ۴۰۰ متر              | ۵۵٫۱۳                |
| ۲۰۱۶                 | بازی‌های المپیک تابستانی       | ریو دو ژانیرو، برزیل                | ۳۵ام (q)             | پرش طول              | 5.95 متر             |
| ۲۰۱۷                 | European Indoor Championships | بلگراد، صربستان                     | ۲۹ام (h)             | ۴۰۰ متر              | ۵۶٫۰۷                |

## Personal bests
Outdoor
- دو ۴۰۰ متر – ۵۳٫۴۸ (آدلر ۲۰۱۵)
- دو ۴۰۰ متر بامانع – ۵۷٫۹۷ (مسکو ۲۰۱۳)

Indoor
- دو ۴۰۰ متر – ۵۴٫۲۴ (پراگ ۲۰۱۵)